# Allativ
Der Allativ (zu lat. allatum, 2. Part. von afferre: hinbringen) oder Adlativ ist ein grammatischer Kasus (Fall), der die Bewegung in Richtung auf einen Ort hin bzw. hin zu einer Person ausdrückt. Der Allativ ist komplementär zum Ablativ, zwischen diesen beiden steht der Adessiv.
Der Allativ ist ein regulärer Fall in vielen Sprachen, z. B. Finnisch-Ugrischen, vgl.:
- Baskisch
  - haran „Tal“ → haran-era „zum Tal (hin), ins Tal“
  - Bilbo „Bilbao“ → Bilbo-ra „nach Bilbao“
- Finnisch
  - kirkko „Kirche“ → kirko-lle „zur Kirche (hin)“
  - tyttö „Mädchen“ → tytö-lle „zum Mädchen (hin)“ oder „dem Mädchen“ (den Dativ gibt es im Finnischen nicht)
- Estnisch
  - tee „Straße“ → tee-le „zur Straße (hin)“
  - isa „Vater“ → isa-le „zum Vater (hin)“
- Ungarisch
  - ház „Haus“ → ház-hoz „zum Haus hin“
  - elnök „Präsident“ → elnök-höz „zum Präsidenten“

Im Litauischen ist der Allativ einer der vier sekundären Lokalkasus, z. B. miškop(i) „zum Wald“, jūrosp(i) „ans Meer“. In der heutigen Sprache ist er jedoch nur noch relikthaft erhalten, die entsprechenden Formen gelten als Adverbien, z. B. vakarop „am Abend“, velniop „zum Teufel“.
Im Deutschen wird die Funktion des Allativs präpositional ausgedrückt, etwa mit den Präpositionen „in“, „nach“, „zu“ und einem darauf folgenden Akkusativ.
Im Hebräischen hat sich der proto-semitische Akkusativ zu einem faktischen Direktiv entwickelt.